# Der mit dem Schlag
Der mit dem Schlag ist ein deutscher Fernsehfilm aus dem Jahr 2016. In der Hauptrolle spielt Hinnerk Schönemann den Elektriker Felix, einen liebenswerten Sonderling, der aufgrund von Machenschaften in der forensischen Psychiatrie landet.

## Handlung
Felix Grünler ist Elektriker im Ort Lotheim in der Lüneburger Heide. Er hatte im Alter von 12 Jahren einen Stromschlag erlitten und ist seitdem etwas sonderbar, aber dennoch ein liebenswerter Zeitgenosse. Oft hat er Visionen und sieht den Geist seines verstorbenen Vaters. Er hat einen großen Wunsch, er möchte seinen Heimatort zur Weihnachtszeit mit einer ganz besonderen Beleuchtung schmücken. Doch der Bürgermeister vertröstet ihn jedes Jahr aufs Neue, selbst jetzt als Felix ihm ein durch seine Freundin Melanie finanziertes Miniaturmodell der Stadt vorstellt. Melanie findet, er sei viel zu nett, er wehre sich nie und solle sich all das nicht bieten lassen. So könne sie sich keine Beziehung vorstellen. Zudem stirbt auch noch seine Mutter, um die er sich in den letzten Jahren gekümmert hat.
Bei der Testamentseröffnung bekommt Felix das Haus mitsamt dem Laden vermacht, wohingegen sein Bruder Ingo, der die Mutter seit Jahren nicht besucht hat, nur die Schallplattensammlung von Petula Clark erhält. Ingos Frau Karin kann es nicht fassen, würde sie doch lieber das Haus verkaufen, das Felix geerbt hat. Da kommt es ihr nur gelegen, dass sich Felix wegen eines falsch gelieferten und deshalb nicht bezahlten Toasters mit einem Inkassovertreter anlegt und deshalb angeklagt wird. Karin ist Studienrätin und überzeugt einen Gerichtsgutachter sowie eine Richterin, deren Kinder in ihre Schule gehen und keinen guten Notenschnitt haben, Felix wegen Selbst- und Fremdgefährdung in die forensische Psychiatrie einweisen zu lassen.
In der Psychiatrie nimmt Felix zunächst nicht an den therapeutischen Angeboten teil, da er seiner Meinung nach dort nichts verloren hat. Er freundet sich mit Rufus an, einem Rapper, der bei einem selbst verschuldeten Autounfall seine Frau getötet hat. Irgendwie hat Felix auf die Patienten einen positiven Einfluss, auch seine Ärztin Dr. Passlack zweifelt ein wenig an dem Gutachten. Seinen großen Wunsch verfolgt er weiter und zeichnet Schaltpläne für die Weihnachtsbeleuchtung. Mit Unterstützung von Rufus und den anderen Patienten (sowie seinen Freunden Eddy und Ute aus Lotheim) kann er als Weihnachtsmann verkleidet fliehen und Melanie mit der erfolgreichen Installation der Beleuchtung endlich zeigen, dass er seine Pläne in die Tat umsetzen kann. Felix wird dennoch wieder zurück in die Psychiatrie gebracht, Schwägerin Karin möchte ihn jetzt auch noch entmündigen.
Das Video der Weihnachtsbeleuchtung wird jedoch zum viralen Hit, sodass sich jetzt der Bürgermeister für Felix einsetzt – wenn auch nicht ganz selbstlos. Mithilfe seiner Ärztin kann Felix die Beziehung zu seinem Vater verarbeiten und anschließend aufgrund der erfolgreichen Behandlung entlassen werden. Nun kann er endlich mit seinem Freund Eddy eine Reparaturwerkstatt für Elektrogeräte eröffnen, die Beziehung zu Melanie bekommt neuen Schwung und auch mit Ingo und Karin scheint er sich zu versöhnen.

## Produktion
Bei dem Film handelt es sich um eine Arte/ZDF-Koproduktion. Der Film wurde erstmals am 7. Januar 2017 auf Arte ausgestrahlt. Die Erstausstrahlung im ZDF erfolgte am 8. November 2017.
Gedreht wurde der Film vom 17. November 2015 bis zum 17. Dezember 2015 in Berlin. Der im Film gezeigte Ort Lotheim ist ein fiktiver Ort.

## Rezeption

### Kritiken
Das Lexikon des internationalen Films urteilt: „Schräg besetzte (Fernseh-)Tragikomödie, die auf den Spuren von „Einer flog übers Kuckucksnest“ den Widerstand der Gutmütigkeit zelebriert und Kritik am Zustand der Psychiatrien übt.“
Rainer Tittelbach gibt dem Film bei tittelbach.tv insgesamt 4,5 von 6 Sternen. Es handele sich um „eine Komödie, die der (vor)weihnachtlichen Stimmungslage entgegenkommt“.

### Einschaltquoten
Die Ausstrahlung des Films am 8. November 2017 im ZDF sahen in Deutschland 2,83 Millionen Zuschauer, was einem Marktanteil von 9,1 % entsprach.